# 细裂垂头菊
细裂垂头菊（学名：Cremanthodium dissectum）为菊科垂头菊属的植物，是中国的特有植物。分布于中国大陆的云南等地，生长于海拔3,000米的地区，多生在山坡，目前尚未由人工引种栽培。